# NGC 6810
NGC 6810 је спирална галаксија у сазвежђу Паун која се налази на NGC листи објеката дубоког неба.
Деклинација објекта је - 58° 39' 22" а ректасцензија 19h 43m 34,3s. Привидна величина (магнитуда) објекта NGC 6810 износи 11,6 а фотографска магнитуда 12,4. Налази се на удаљености од 28,985 милиона парсека од Сунца. NGC 6810 је још познат и под ознакама ESO 142-35, IRAS 19393-5846, PGC 63571.